# 家司
家司（けいし、いえのつかさ）とは、親王家および職事三位以上の公卿・将軍家などの家に設置され、家政を掌る職員。
本来は律令制で定められた職員であったが、平安時代中期以後は公家・官人・地下の中から私的に任用され、国政機関の職員が権門の私的な家政職員である家司を兼ねる仕組が形成された。

## 概要
律令制以前の皇親・豪族が有していた家産制組織を国家体制に取り込んだもので、「家令職員令」が制定され、家令・扶・従・書吏からなる四等官が設置されて官より職員が任命され、更に親王家には文学・帳内、公卿を含む五位以上の諸臣には資人が任じられていた。養老3年（719年）には五位以上の家に事業・防閤・仗身などを置くことが認められた。なお、三位以上の散位や四位・五位の諸臣には宅司が置くことが認められていた。だが、8世紀の段階で無品親王家別当や四位・五位を含めて知家事・知宅事と呼ばれる令外の家政職員が出現するようになった。
10世紀に入ると、家司と令外の家政職員との区別が曖昧となり、令制で定められた家司も主人の御教書によって任命されるようになった。更に地方の郡司・富豪層を家政組織に取り込んで権門層を形成していくことになる。
摂関期の頃には家政機関として別当・家令・知家事・案主・侍・書吏などが設置され、実務機関として政所・侍所・文殿・納殿などの機関が置かれた。家政機関の職員が実務機関の職員として家政の運営にあたっていたが、別当・家令などの公卿・四位・五位官人級が任命される職員を「（上）家司」、知家事以下を「下家司」と称した。摂関家の家司は受領が多く任じられてその収益の一部が摂関家に献じられてその財政収入を支えた。また、摂関家は蔵人や受領などの人事権に大きな影響を与えたことから、摂関家が九条流に固定されていくと、受領家司が摂関家に集中して他の公家を圧倒していくことになった。だが、院政期に入ると摂関家が弱体化して受領家司は減少していき、替わって代々仕える家司が政所職員として荘園経営の実務にあたるようになる。その一方で、院庁の家政職員である院司が、院の上下家司としての役目を果たすことになった。また、最初の武家政権である鎌倉幕府も初期の組織は源頼朝が公卿として設置を認められた家政機関としての性格を有していた。鎌倉時代に入ると、職事や弁官を務める有能な公家が更に摂関家の家司や院司を兼務することで政務の円滑化や各権門間の調整を図る例も登場している。
長い時間で見た場合、古代家産制を継承した家司制度が平安時代の変質を通じて中世主従制へと転換していったと考えることが可能である。
「家司」という言葉は荘園制が解体に向かった室町時代頃に公家における政所制度とともにほとんど用いられなくなり、替わって諸大夫と青侍を主体に構成される（前者が置けたのは摂関家などの上流公家に限られる）家僕（かぼく）によって家政が運営されるようになる。